# Falsk egenanställning
Falsk egenanställning, falskt egenföretagande eller dolda anställningar är en situation där någon som är registrerad som egen företagare eller frilansare i praktiken fungerar som en anställd som bedriver sin verksamhet under ett annat företags ledning. För företag är valet att använda falska egenanställda istället för att anställa arbetare ofta ett sätt att kringgå arbetslagstiftningen, till exempel för att slippa betala arbetsgivaravgifter. Medan den moderna gigekonomin uppmuntrar tillfälliga anställningsformer för att skapa flexibilitet på arbetsmarknaden, kan den också skapa otrygga anställningsformer och frånta arbetare sina rättigheter, något som har uppmärksammats av politiker som ett problem att utreda.
Falskt egenföretagande har funnits länge och ända sedan lagar om anställningar och arbetsrätt stiftades har det funnits sätt att kringgå dem. Dessa problem ökar när arbetsgivarna har makten på arbetsmarknaden och oärliga mellanhänder har också alltid varit inblandade i att underlätta fusket. Långa kedjor av olika underentreprenörer på en internationell marknad gör det svårt att upptäcka falskt egenanställda i slutet av kedjan inom den svenska byggsektorn.

## Principer
Ett anställningsförhållande som göms bakom en falsk bild av att arbetaren är egenföretagare är i vissa jurisdiktioner ett brott mot arbetslagstiftningen.
De falskt anställda arbetar under anställningsliknande förhållanden, ofta med en enda uppdragsgivare, men får inte del av de fördelar som en anställning innebär, exempelvis försäkringar, utan de får stå för sådana kostnader själva. De har inte heller samma rättigheter som anställda vad gäller uppsägning och arbetstidsreglering. Falska egenanställningar är alltså ett sätt för en arbetsgivare att överföra kostnader och risker på arbetarna, men även arbetare kan ta initiativet till en falsk egenanställning, särskilt i tider av arbetsbrist och arbetslöshet.
Kriterierna enligt svensk domstolspraxis för vad som utgör en anställning är:
- En person
- som frivilligt
- åtagit sig
- att arbeta
- för någon annan.[7]

Fackförbunden och skattemyndigheterna gör oftast en sammantagen bedömning av om en arbetare bör räknas som anställd eller uppdragstagare, men vid svåra tvister avgörs fallen i Arbetsdomstolen.

## Belgien
Enligt belgisk lag grundar sig ett anställningsförhållande på följande faktorer:
1. Arbetstagaren deltar inte i företagets vinster eller förluster
2. Inga egentliga kapitalinvesteringar i företaget
3. Inget ansvar eller beslutsfattande makt i företaget
4. Säkerheten att få en regelbunden betalning
5. Faktumet att bara ha ett enda kundföretag
6. Faktumet att inte ha några anställda: att inte vara en arbetsgivare
7. Att inte kunna organisera sin arbetsperiod;
8. Förekomsten av interna kontrollförfaranden, med tillhörande sanktioner;
9. Ingen beslutsrätt om kundernas fakturering.

Arbetsrätten tenderar att se egenföretagandet som falskt när många av de ovanstående punkterna råder.

## Spanien
Det spanska arbetsmarknadsdepartementet har försökt upptäcka falskt egenanställda genom att undersöka redovisningsbyråer som fakturerar arbetsgivare på uppdrag av vanliga anställda. Ett kooperativ som underlättade detta, Fidelis Factu Sociedad Cooperativa, mer känd som Factoo, har tvingats lägga ner sin verksamhet efter en sanktion som utdömts av ministeriet. Factoo var det största kooperativet av denna typ som hittills upptäckts och det första som har lagts ner.

## Storbritannien

### Byggbranschen
Det brittiska fackförbundet UCATT som riktar sig mot byggbranschen har uttryckt oro över att falska egenföretagare används av många brittiska arbetsgivare för att smita från skatt. De anlitar arbetare utan att behöva respektera anställdas rättigheter som semesterersättning, sjuklön och pensioner.

### Oljeriggar till havs
Den brittiska skatte- och tullmyndigheten HM Revenue and Customs hittade bevis 2013 för att vissa företag med anknytning till oljeindustrin till havs använde förmedlare för att framställa anställningen av sina arbetare som kontrakterade egenföretagare, främst för att undvika att betala arbetsgivaravgifter och för att spara in pengar på att slippa följa arbetsrätten för anställda.